# Ideologia de la Unió Europea
La ideologia de la Unió Europea es construeix a partir dels trets ideològics que els principals actors polítics i socials consideren excepcionals sobre la societat de la Unió Europea. En aquest cas, la societat europea és entesa com un fet social, abstenint-se del debat de si existeix tal societat o no, i partint del fet que nombrosos actors comuniquen missatges a tal societat, els quals construeixen la ideologia de la UE. Aquesta s'ha definit des d'un pluralisme de visions sobre la societat europea, amb diversos actors implicats en la seva construcció.
Entre les causes de l'emergència de la ideologia de la Unió Europea s'han identificat dues raons principals. Primer, l'ampliació i profundització de la integració europea, és a dir, el debat de fins a quin punt és desitjable que les decisions i estructures polítiques es desenvolupin a nivell comunitari. Segon, les relacions entre Europa i els Estats Units d'Amèrica, concretament si s'ha d'incrementar la independència d'Europa respecte dels EUA i com de diferents són les cultures polítiques d'aquestes dues societats.
Per una banda, els ideòlegs de la Unió Europea han considerat la identitat europea com a única, construïda des de l'oposició a la identitat estatunidenca, i formada per ideologies específiques que plantegen objectius assolibles a través de la integració europea. Així doncs, consideren que ideologies com l'antinacionalisme, la socialdemocràcia, el pacifisme o l'ecologisme, formen part d'una ideologia de la Unió Europea que pot arribar a assolir un paradigma postnacionalista, cohesió social, multilateralisme i desenvolupament sostenible. Afegeixen que la UE té una funció de model mundial i destaquen el seu poder transformador respecte la resta d'estats, especialment en la reforma dels règims autoritaris.
D'altra banda, visions més crítiques, han considerat la Unió Europea com un projecte neoliberal que serveix interessos capitalistes i industrialistes, també com l'organització que continua explotant el sud global (juntament amb els Estats Units d'Amèrica). De manera similar, s'ha argumentat que Europa és un continent que no comprèn els afers internacionals i que viu en una il·lusió kantiana en un món hobbesià. Altres autors han considerat la UE com una societat en declivi a causa del multiculturalisme i l'estat del benestar.

## Patrimoni comú europeu
Juntament amb la integració europea i les relacions amb els EUA, el patrimoni comú europeu ha contribuït a formar la ideologia de la Unió Europea. La idea d'Europa es remunta a Herodotus, qui concebia al segle V aC els grecs com europeus i els definia en oposició als perses com a valents i pacífics. Durant l'edat mitjana, la idea d'Europa es va també construir a partir de l'oposició respecte a altres grups com els àrabs o otomans considerats enemics externs o els jueus enemics interns. Alguns filòsofs també van incloure el concepte d'Europa en els seus discursos, com ara Hegel en el món germànic cristià o Ortega y Gasset qui va considerar que quatre de les cinc riqueses espirituals dels europeus provenen d'una herència europea comuna. Aquest va afegir que la cultura europea és superior a l'americana, i va pronosticar una hegemonia global de la cultura americana, que segons ell s'havia d'evitar a través de la unificació europea. Tanmateix, la Segona Guerra Mundial va portar a abandonar la idea d'Europa com a cultura autònoma i dominant, pel fet d'haver-se iniciat el conflicte a Europa i haver-se estès a la resta del món. Així mateix, la unificació europea va permetre prescindir de les referències a les arrels gregues o cristianes. Fins i tot, s'ha arribat a negar el cristianisme com apart de l'europeisme per no haver sigut mai una força unificadora per als europeus.

## Integració europea
La integració europa va partir de la voluntat d'evitar guerres en el continent Europeu i des dels seus inicis ha travessat debats sobre el grau d'unificació i la direcció política que ha de prendre.

### Mitjà per assolir la pau
Abans del segle xx, diversos pensadors ja van escriure sobre la necessitat d'unificar els estats europeus per tal d'evitar guerres al continent. L'acadèmic Pierre Dubois va proposar-ho al segle xiv amb diversos plans, també el rei George de Podiebrad al segle xv o el duc de Sully al segle xvii, els quals tenien interessos en millorar la posició dels seus respectius regnats. També pensadors com Jean-Jacques Rousseau, Jeremy Bentham o Henri Saint-Simon van incorporar la idea d'unificació europea.
Tot i que Immanuel Kant no va escriure concretament sobre la unificació europea, va introduir propostes que han influenciat profundament en la ideologia de la Unió Europea. Així per exemple la idea de «pau perpètua», que s'assoliria amb una constitució republicana, una federació d'estats lliures i lleis cosmopolites, o el liberalisme kantià, que seria present en el procés d'integració europea del segle xx. La seva visió seria usada també per presentar la integració europea com un model a seguir per la resta del món.
Després de la Gran Guerra, l'aristòcrata vienès Richard Coudenhove-Kalergi va proposar altra vegada la unificació europea com a mitjà de pau a Europa i com a oposició al bolxevisme soviètic. Coudenhove-Kalergi va liderar la Unió Internacional Paneuropea, que va atraure nombrosos pensadors de l'època. Tanmateix, la seva visió d'unificació europea es va veure compromesa per voler instaurar una neo-aristocràcia amb un líder europeu fort com Napoleó.
Després de la Segona Guerra Mundial, diversos líders polítics de l'Europa occidental van advocar per una unificació europea. Entre els quals s'hi incloïen el polític francès Robert Schuman, l'alemany Konrad Adenauer, el belga Paul-Henri Spaak i l'italià Alcide de Gasperi. Institucions estatunidenques també donaven suport a la integració europea, queda manifestat per exemple en el Pla Marshall, que pretenia introduir a Europa el principi de federalisme amb una síntesi del New Deal.
L'inici de la integració europea pot emmarcar-se simbòlicament en la Declaració Schuman de 1950 en la qual el ministre d'afers exteriors francès va proposar crear una autoritat comuna per a França i l'Alemanya de l'Oest en la producció del carbó i l'acer, que s'obriria posteriorment a altres estats europeus. L'objectiu principal de la declaració era reconciliar francesa i alemanya, però també un mitjà per contenir Alemanya.
Autors com Habermas i Beck, assenyalen que la integració econòmica, que havia començat entre altres motius per contenir Alemanya, va acabar per assolir una hegemonia alemanya i, en la crisi de l'Eurzona, les seves elits polítiques van centrar-se només en els interessos alemanys.

### Tensió entre federalisme-nacionalisme
Federalistes europeus com Jean Monnet i Altiero Spinelli, veien els Estats Units d'Amèrica com a model a seguir. Monet va escriure que Europa esdevindria una mena de segona Amèrica i proposava un model funcional gradual. Per la seva banda, Spinelli advocava directament per implementar el sistema constitucional estatunidenc. Malgrat les diferències en els mètodes per aconseguir-ho, compartien que el principal oponent era el nacionalisme dels líders europeus.
Un fet exemplificatiu del conflicte entre federalistes i nacionalistes va ser la Crisi de la cadira buida de 1965, en la qual el president francès Charles de Gaulle va boicotejar les institucions europees perquè no s'avancés en una proposta de major unificació europea que havia presentat la Comissió de la CE, presidida aleshores pel federalista Walter Hallstein. La Crisi de la cadira buida va superar-se el 1966 amb el Compromís de Luxemburg. Tot i que el president Gaulle va deixar el seu càrrec el 1969, la seva influència va continuar afectant la política europea. Tanmateix, la integració i institucionalització europea va continuar. Per exemple, el Regne Unit, Irlanda i Dinamarca es van incorporar a la Comunitat Europa el 1973, i es van celebrar les primeres eleccions al Parlament Europeu el 1979. També es va introduir el Sistema Monetari Europeu sota la direcció de la Comissió Europea.
Més endavant, l'adopció d'una Constitució per a la UE va reactivar el conflicte. En aquest cas, tant l'extrema dreta com l'extrema esquerra a França i els Països Baixos van oposar-s'hi als respectius referèndums i la Constitució va resultar un fracàs el 2005.

### Tensió entre neoliberalisme-socialdemocràcia
Al la dècada del 1980, es va accentuar una altra dimensió ideològica del conflicte, la direcció política que hauria de prendre la UE. Els dos grups oposats van ser representats per Jacques Delors, president de la Comissió i ex-ministre d'economia i finances de François Mitterrand, i Margaret Thatcher, primera ministra britànica.
Per una banda, Thatcher era partidària d'una Europa d'estats nació, neoliberal i basada en «el pensament clàssic i medieval», juntament amb la idea de cristiandat. Considerava que la Comunitat no era un fi en si mateix, i s'oposava als intents de crear un super-estat europeu, que va comparar amb el centralisme soviètic. Així mateix, rebutjava les contínues modificacions de la Comunitat per complir amb els dictats de «conceptes intel·lectuals abstractes».
D'altra banda, Delors advocava per una Europa supranacional amb un capitalisme regulat. Pensava en un únic model de societat europea que seria assolible a través d'una major cooperació europea. Els pilars d'aquesta societat serien la solidaritat i negociació col·lectiva, una combinació entre cooperació i competició, i una gestió reeixida de la diversitat europea, amb una responsabilitat cap als estats menys desenvolupats de l'Europa de l'Est.
A mitjans de la dècada del 1980, Mitterrand va abandonar les polítiques keynesianes i va comprometre's més amb la idea de construir una «Europa social» que una Europa socialista. La reintegració europea es va reactivar després d'un període de poca activitat i el gir dels socialistes francesos va afectar la política europea culminant el mercat únic i fundant la Unió Europea, amb l'Acta Única Europea i el Tractat de Maastricht.
McCormick en el seu llibre Europeanism (2010) va considerar que la ideologia socialdemòcrata havia arrelat en la societat europea i formava part dels valors europeus. Les declaracions del neoliberal José Manuel Durão Barroso, President de la Comissió Europea, exemplifiquen aquesta idea quan va criticar el capitalisme dels EUA de causar la crisi de la zona euro, destacant que a diferència d'aquest estat, la UE té «el millor sistema de protecció social del món on la consulta, el diàleg social i la negociació col·lectiva en són part del nostre ADN». Aquest també va qualificar les polítiques keynesianes del President Barack Obama de seguir el model europeu.
En l'actualitat, l'elit política europea considera com a europeisme promoure la dimensió social de la integració a la vegada que la liberalització del comerç. Els partits europeus majoritaris —els demòcrata-cristians, socialdemòcrates i liberals— donen suport al grau d'integració europea actual i, fins i tot, aspiren a una major integració. Tanmateix, ha incrementat una forta oposició a aquests plantejaments des de partits radicals d'esquerra i d'extrema dreta. L'extrema dreta europea, radicalment nacionalista, està a favor de la integració europea en una "altra Europa". Reconeixen una comunitat d'interessos, història, civilització i tradicions europees, així com la necessitat d'Europa per ser forts internacionalment, però s'ha oposat al corrent principal de la UE. En casos més extrems, fins i tot, com el de França, el Front Nacional va començar a advocar per un Frexit el 2002.

## Les relacions entre els EUA i Europa
Després de la Segona Guerra Mundial, les relacions entre els Estats Units d'Amèrica i Europa s'han descrit d'aliança discordant. La superioritat dels EUA en l'esfera internacional, juntament amb el temor de l'imperialisme estatunidenc i el seu marcat excepcionalisme assenyalat per líders estatunidencs, van afavorir que les elits europees busquessin desmarcar-se de la identitat estatunidenca, la qual havia servit com a model fins aleshores. Això es va plasmar, per exemple, en la Declaració sobre la Identitat Europea (1973), que reconeix com a valuosos els vincles (basats en uns valors i patrimoni comú) entre aquests dos actors, però que «aquests vincles no entren en conflicte amb la determinació dels Nou d'establir-se com una entitat diferent i original».
Diverses divergències polítiques amb els EUA van començar a generar un sentiment de ressentiment que s'ha traslladat en una transvaloració dels valors estatunidencs. Això ha contribuït a identificar alguns dels trets distintius de la ideologia de la UE . Un d'aquests és les desigualtats que genera el creixement econòmic estatunidenc. Respecte això, els estats de la UE s'han posicionat a favor de desenvolupar una economia del coneixement sostenible, cohesionada socialment i amb un alt nivell d'ocupació.
Des dels EUA, acadèmics, periodistes i analistes polítics estatunidencs han vist en la societat europea valors que no han estat tan presents en el seu estat. Per exemple, l'ecologista Jeremy Rifkin, en el llibre The European Dream (2004), va indicar com la UE era pionera en considerar seriosament el desenvolupament sostenible, mentre criticava les conseqüències mediambientals del Somni Americà. Rifkin va publicar el llibre en un context de disputes per la prohibició de la UE d'importar aliments genèticament modificats, així com la retirada dels EUA del Protocol de Kyoto.
Així mateix, la invasió de l'Iraq el 2003 per part dels EUA, i en general, la política exterior unilateral de George W. Bush, va aixecar crítiques dels líders alemanys i francesos. Per la seva banda, els ideòlegs Habermas i Derrida van publicar un assaig periodístic arran de les protestes contra la guerra l'Iraq del 15 de febrer en el qual defensaven la construcció de la identitat europea.
En el conflicte entre Delors i Thatcher sobre la consideració d'Europa al món, Delors posava èmfasi del rol d'Europa en un lloc inermedi entre l'expansió de la unió soviètica dels anys 70 i el resorgiment del conservadorisme estatunidenc. Mentrestant, Thatcher demanava un reconeixement de la importància dels EUA per la defensa d'Europa.
Inspirats amb la comparació amb els EUA, ideòlegs de la UE han considerat la Unió Europea com un nou model per a la resta del món. Afirmen que pot mostrar als altres estats com superar les barreres nacionals i oferir valors que qualifiquen d'europeus. Consideren que és una de les veritables missions de la UE, arribant a qualificar-se de «rol profètic d'Europa». Aquesta narrativa s'alimenta dels èxits que assoleix la UE, com ara la introducció de l'Euro el 2002 o l'entrada a la UE el 2004 dels estats exsoviètics de l'Europa Central i de l'Est.